# Corredor Negro
O Corredor Negro é um personagem fictício da DC Comics, sendo um dos avatares e divindades da Morte e aquele que caça velocistas relacionados à Força de Aceleração. O personagem foi criado por Jack Kirby.

## Origem
Sua origem é desconhecida, mas se sabe que este personagem é uma manifestação física da morte. Possivelmente a identidade do Corredor Negro seja do sargento Willie Walker, que ficou paralítico depois da Guerra do Vietnã.

## História
Willie Walker chegou a ser capturado pelo Darkseid, tornando-se numa das suas armas mais poderosas e transformando-o no Corredor Negro. O velocista tem uma característica bem incomum: fundir-se com outras pessoas. Darkseid soube disso e utilizou o corpo de um dos seus súditos para ter controle sobre o Corredor Negro.
O Corredor Negro já se apoderou do corpo do Flash momentaneamente, mas ele conseguiu resistir às suas intenções maquiavélicas com a ajuda do filho da Supermulher e do Alexander Luthor. A criança que nasceu do romance entre eles conseguia absorver os poderes de outros meta-humanos. Só que ele não conseguiu absorver os poderes do Corredor Negro, apenas separou o vilão do corpo de Barry Allen. Como precisava reivindicar uma vida antes que pudesse desaparecer, ele atingiu o Anel Energético; no entanto, Jessica Cruz foi poupada e, em vez disso, a vida de Volthoom foi reivindicada e seu anel foi destruído. Então, o Corredor Negro desapareceu.